# Capital cultural
El capital cultural és el conjunt de coneixements que poden ajudar a la promoció social, un concepte encunyat per Pierre Bourdieu en analogia amb el capital social i el capital econòmic.
Hi ha tres classes de capital cultural: incorporat (el que adquireix una persona per la seva socialització, marcat per la família i la comunitat d'origen així com per la llengua); objectivat (a partir d'objectes de consum cultural com ara llibres o assistència a representacions); institucionalitzat (coneixements transmesos a partir de l'educació formal, acreditats amb diplomes o similars).
Alguns estudiosos han criticat el concepte per assimilar la cultura a l'alta cultura i oblidar manifestacions més informals d'aquesta.